# Копысы
Копысы — опустевшая деревня в Слободском районе Кировской области в составе Шестаковского сельского поселения.

## География
Находится в северной части района на расстоянии менее 2 км по прямой на запад от села Шестаково.

## История
Известна с 1873 года, когда здесь (починок Возле речки Артемовки  или Копысы) было учтено дворов 6 и жителей 51, в 1905 5 и 30, в 1926 7 и 36, в 1950 6 и 10, в 1989 оставался 1 постоянный житель . По состоянию на 2020 год опустела.

## Население
Постоянное население не было учтено как в 2002 году, так и в 2010.